# Поджодомо
Поджодомо (італ. Poggiodomo) — муніципалітет в Італії, у регіоні Умбрія, провінція Перуджа.
Поджодомо розташоване на відстані близько 100 км на північ від Рима, 65 км на південний схід від Перуджі.
Населення — 129 осіб (2014).
Щорічний фестиваль відбувається останньої settimana серпня. Покровитель — Sant'Antonio di Padova.

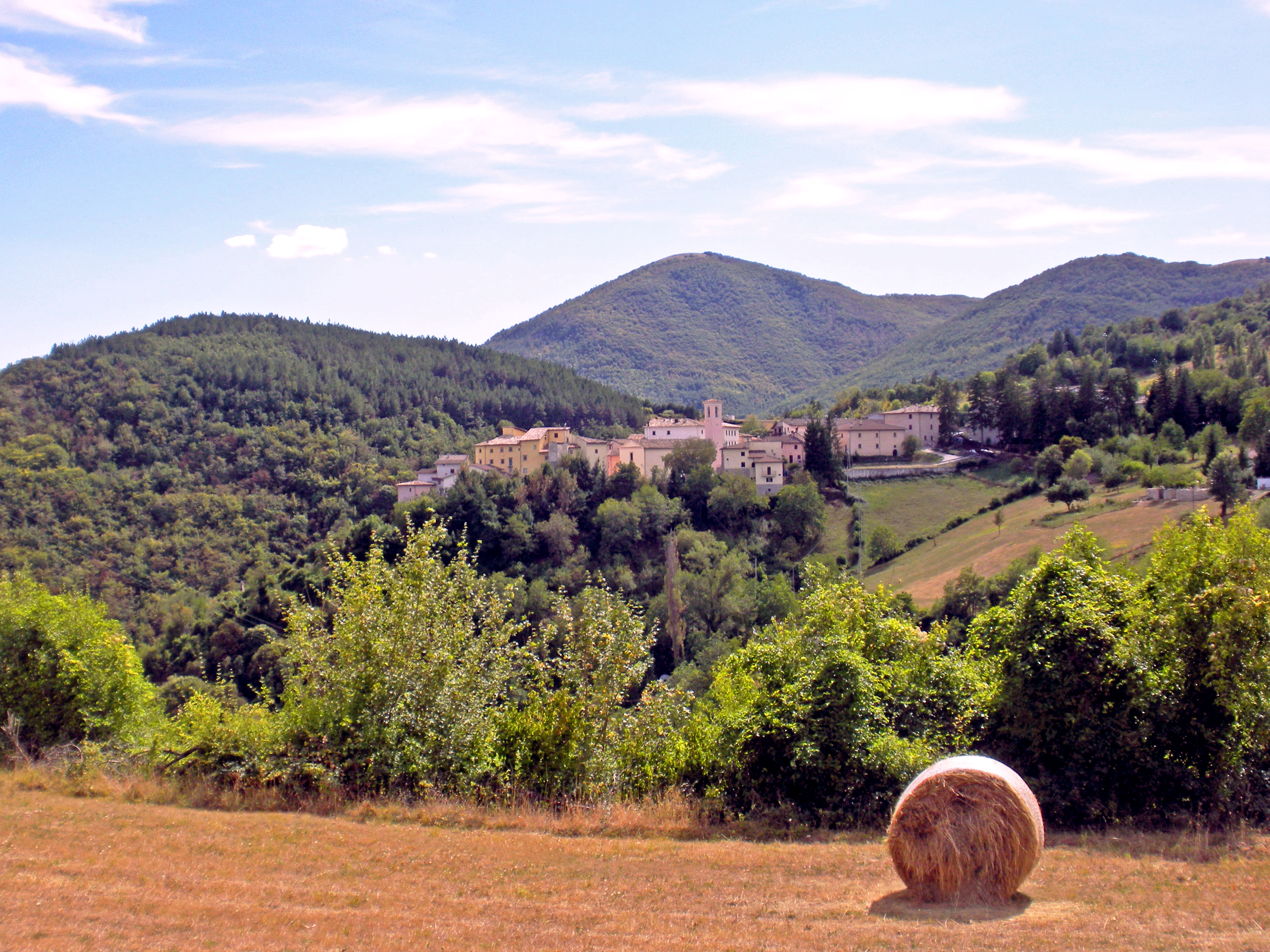

## Демографія
Населення за роками:

Станом на 1 січня 2023 року в муніципалітеті офіційно проживало 5 іноземців з 3 країн, серед них 5 громадян країн Євросоюзу.

## Сусідні муніципалітети
- Кашія
- Черрето-ді-Сполето
- Монтелеоне-ді-Сполето
- Норчія
- Пречі
- Сант'Анатолія-ді-Нарко
- Скеджно
- Сполето
- Валло-ді-Нера